# Donnelay

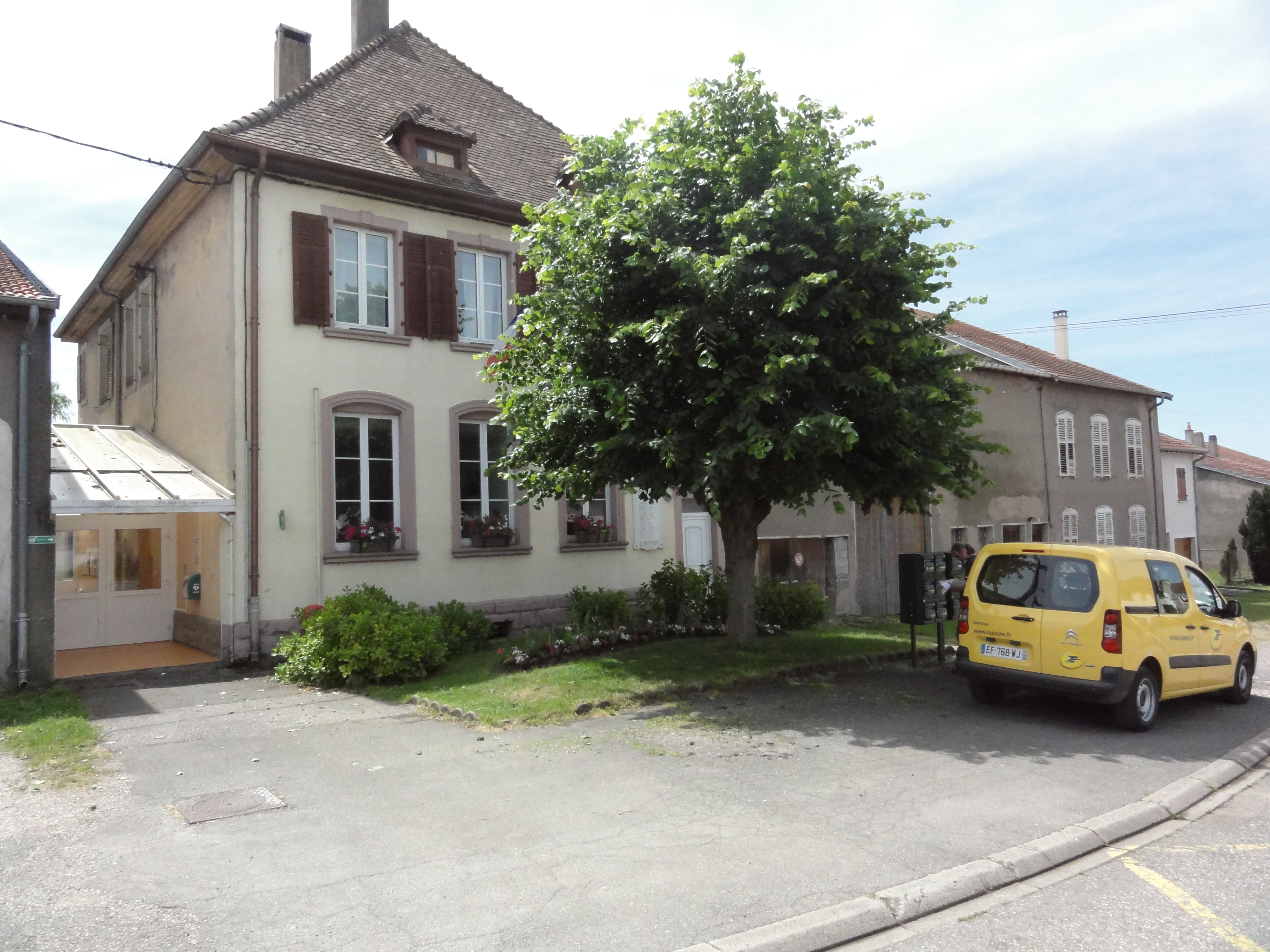
Rathaus (Mairie)

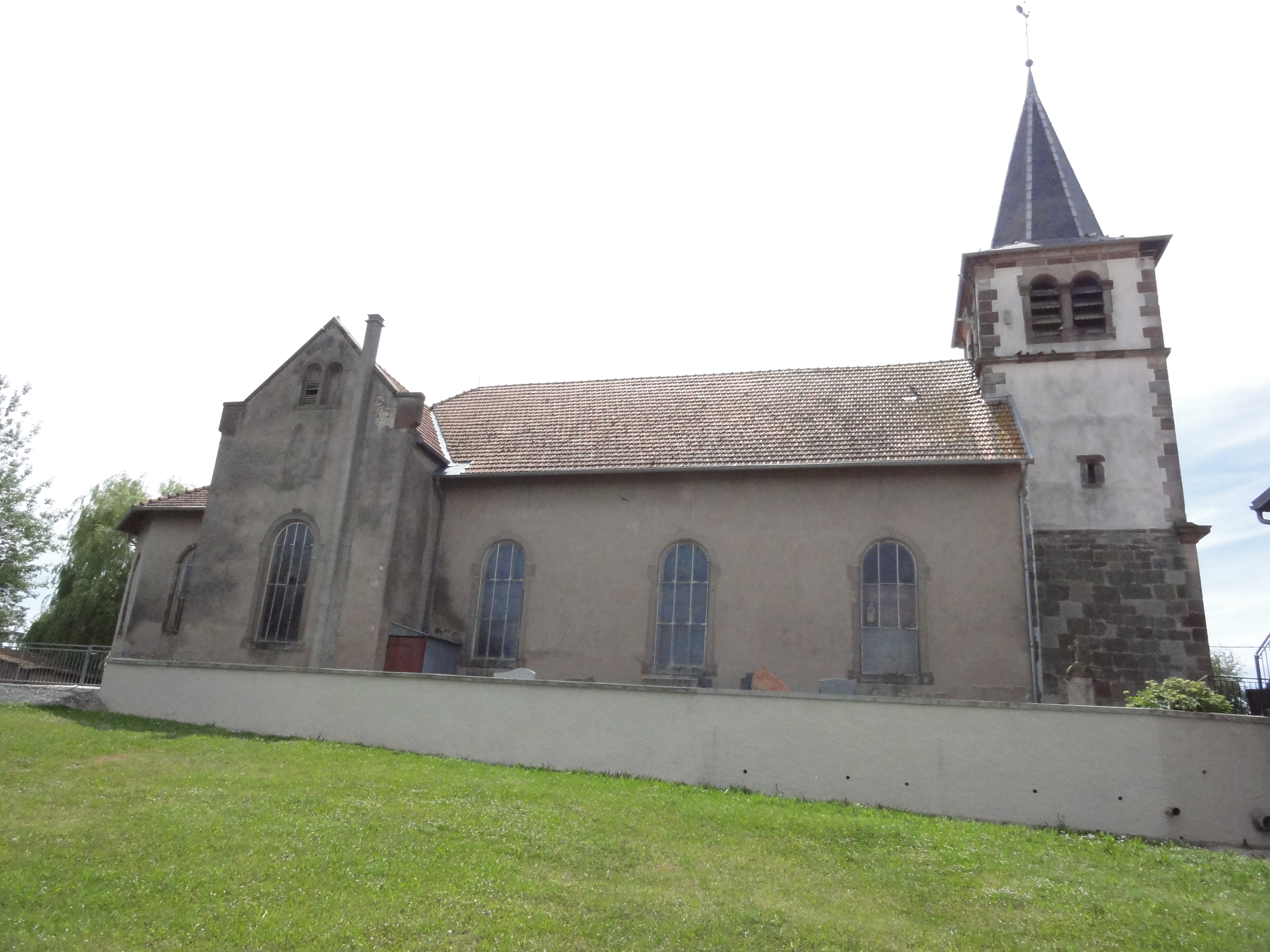
Kirche Mariä Himmelfahrt

Donnelay (deutsch Dunningen) ist eine französische Gemeinde mit 190 Einwohnern (Stand 1. Januar 2022) im Département Moselle in der Region Grand Est (bis 2015 Lothringen). Sie gehört zum Arrondissement Sarrebourg-Château-Salins, zum Kanton Le Saulnois und zum Kommunalverband Saulnois.

## Geographie
Donnelay liegt in Lothringen, 65 Kilometer südöstlich von Metz,  19 Kilometer südöstlich von Château-Salins und zwölf Kilometer südöstlich von Vic-sur-Seille (Vic an der Seille) im Saulnois (Salzgau) auf einer Höhe zwischen 206 und 259 Metern über dem Meeresspiegel. Das 13,02 km² umfassende Gemeindegebiet ist Teil des Regionalen Naturparks Lothringen. Zu Donnelay gehört der Ortsteil Brû (Bruch) am Stauweiher Étang de Brû (Brucher Weiher). Das Gemeindegebiet wird vom Flüsschen Nard durchquert.

## Geschichte
Die Ortschaft gehörte einst zum Herzogtum Lothringen und kam dann an das Bistum Metz. Im Jahr 736 erhielt das Kloster Neuweiler im Elsass hier Güter, das sich noch im 12. Jahrhundert im Besitz des Dorfs befand.
Donnelay wurde 1178 als Villa de Dunningen urkundlich im Kopialbuch des Stifts von Fénétrange (Finstingen) erwähnt. Spätere Ortsbezeichnungen sind  Donnereys (1183), Donneris (1273), Donneney (1553) und Domeley (1594), Duningen (1322), Dunninga (1311), Donnyngen (1461), Dynnyngen (1513). Donnelay war im 15. Jahrhundert noch deutschsprachig. Gerichtsakten in deutscher Sprache aus dem Jahre 1416 waren im 19. Jahrhundert noch vorhanden.
1461 kaufte Johann von Finstingen (Fénétrange) den Landbesitz des Klosters Saint-Pierre-et-Saint-Paul in Neuwiller-lès-Saverne in den Ortschaften Donnelay, Ley und Abaucourt auf. Er schenkte das Land, mit dem auch einige seigneuriale Rechte verbunden waren, dem Stift von Fénétrange. 1565 wurde Fénétrange reformiert, wodurch das Stift seine dortigen Güter verlor und sich nach Donnelay zurückzog. Bis Dezember 1593 gehörte Donnelay dem Bistum Metz, danach dem Herzogtum Lothringen. Kardinal Charles de Lorraine (1567–1607) trat Herzog Charles III. de Lorraine (1543–1608) die Ortschaften Geuvelise, Haraucourt-sur-Seille, Saint-Médard und Donnelay im Tausch für die Ortschaften Réméréville, Velènes, Herbéviller und Buissoncourt ab. Verwaltet wurde Donnelay im Herzogtum Lothringen von der Kastellanei von Marsal, die 1698 zur Bailliage erhoben wurde. 1602 wurde das Stift in Donnelay aufgelöst und seine Besitztümer an die Pfarreien der jeweiligen Ortschaften verteilt. Im selben Jahr wurden hier ein Mann und eine Frau wegen angeblicher Hexerei verbrannt.
Im Jahr 1661 wurde Donnelay durch den Vertrag von Vincennes Frankreich einverleibt. 1667 gründete Charles Henri de Lorraine-Vaudémont (1649–1723) das Stift erneut und verschaffte ihm die alten Besitztümer, darunter auch die Ländereien in Donnelay. Das Stift bestand bis zur Französischen Revolution (1789–1799). 1790 wurden seine Besitztümer versteigert.
1793 erhielt Donnelay im Zuge der Französischen Revolution als Donneley den Status einer Gemeinde und 1801 unter dem heutigen Namen das Recht auf kommunale Selbstverwaltung. Von 1801 bis 1871 gehörte sie zum früheren Département Meurthe, das 1871 in Département Meurthe-et-Moselle umbenannt wurde.
Durch den Frankfurter Frieden vom 10. Mai 1871 kam die Region an das deutsche Reichsland Elsaß-Lothringen, und das Dorf wurde dem Kreis Château-Salins im Bezirk Lothringen zugeordnet. Die Dorfbewohner betrieben Getreide-, Gemüse-, Obst- und Hopfenbau. Am Ort gab es eine Spinnerei, eine Färberei, eine Brauerei und eine Mühle.
Donnelay gehörte als französischsprachige Ortschaft im Ersten Weltkrieg zu den 247 letzten Gemeinden, deren Name am 2. September 1915, dem Jahrestag der Schlacht von Sedan, eingedeutscht wurde: bis 1919 galt der amtliche Ortsname Dunningen.
Nach dem Ersten Weltkrieg musste die Region aufgrund der Bestimmungen des Versailler Vertrags 1919 an Frankreich abgetreten werden und wurde Teil des Département Moselle. Im Zweiten Weltkrieg wurde die Region im Zuge des Westfeldzugs von der deutschen Wehrmacht besetzt und unter deutsche Zivilverwaltung gestellt (CdZ-Gebiet Lothringen). Von 1940 bis 1944 trug die Gemeinde den von den deutschen Behörden erfundenen Namen Karpfendorf.

### Demographie
Unter den 683 Einwohnern des Jahres 1871 befanden sich 60 Juden. Die Volkszählung von 1910  ergab 455 Einwohner. Die höchste Einwohnerzahl hatte Donnelay 1836 (847), seitdem ist die Einwohnerzahl rückläufig.
| Jahr                       | 1962 | 1968 | 1975 | 1982 | 1990 | 1999 | 2008 | 2019 |
| Einwohner                  | 308  | 280  | 264  | 216  | 216  | 218  | 200  | 189  |
| Quellen: Cassini und INSEE |      |      |      |      |      |      |      |      |

## Wappen
Das Wappen der Gemeinde ist rot und zeigt zwei diagonal gekreuzte, goldene Schlüssel. Über den Schlüsseln steht ein silbernes Schwert mit goldenem Knauf auf einem silbernen liegenden Mond. Die metallischen Farben silber und gold werden auf Wappen als weiß und gelb dargestellt.